# أندرو بلاك
أندرو بلاك (بالإنجليزية: Andrew Black)‏ هو منتج أفلام وكاتب سيناريو ومخرج بريطاني، ولد في 1974.

## وصلات خارجية
- أندرو بلاك على موقع IMDb (الإنجليزية)
- أندرو بلاك على موقع ألو سيني (الفرنسية)
- أندرو بلاك على موقع أول موفي (الإنجليزية)
- أندرو بلاك على موقع قاعدة بيانات الفيلم (الإنجليزية)
- أندرو بلاك على موقع كينوبويسك (الروسية)